# Melodrama (musikalbum)
Melodrama är det andra studioalbumet av den nyzeeländska sångerskan Lorde, utgivet den 16 juni 2017 på Republic Records. Det producerades och skrevs huvudsakligen av Lorde och Jack Antonoff. Inspelningen ägde rum mellan juli 2015 och januari 2017. Albumet blev en fortsatt kommersiell framgång, med bland annat en förstaplacering på Billboard 200 i USA.
"Green Light" och "Perfect Places" har släppts som singlar.

## Låtlista
| Nr  | Titel                  | Text                                | Musik                                                  | Längd |
| --- | ---------------------- | ----------------------------------- | ------------------------------------------------------ | ----- |
| 1.  | Green Light            | Ella Yelich-O'Connor, Jack Antonoff | Yelich-O'Connor, Antonoff, Joel Little                 | 3:54  |
| 2.  | Sober                  | Yelich-O'Connor                     | Yelich-O'Connor, Antonoff                              | 3:17  |
| 3.  | Homemade Dynamite      | Yelich-O'Connor, Tove Lo            | Yelich-O'Connor, Lo, Jakob Jerlström, Ludvig Söderberg | 3:09  |
| 4.  | The Louvre             | Yelich-O'Connor                     | Yelich-O'Connor, Antonoff                              | 4:31  |
| 5.  | Liability              | Yelich-O'Connor, Antonoff           | Yelich-O'Connor, Antonoff                              | 2:52  |
| 6.  | Hard Feelings/Loveless | Yelich-O'Connor                     | Yelich-O'Connor, Antonoff                              | 6:07  |
| 7.  | Sober II (Melodrama)   | Yelich-O'Connor                     | Yelich-O'Connor, Antonoff                              | 2:58  |
| 8.  | Writer in the Dark     | Yelich-O'Connor                     | Yelich-O'Connor, Antonoff                              | 3:36  |
| 9.  | Supercut               | Yelich-O'Connor                     | Yelich-O'Connor, Antonoff                              | 4:37  |
| 10. | Liability (Reprise)    | Yelich-O'Connor                     | Yelich-O'Connor, Antonoff                              | 2:16  |
| 11. | Perfect Places         | Yelich-O'Connor                     | Yelich-O'Connor, Antonoff                              | 3:41  |